# Stover (Misuri)
Stover es una ciudad ubicada en el condado de Morgan en el estado estadounidense de Misuri. En el Censo de 2010 tenía una población de 1094 habitantes y una densidad poblacional de 476,21 personas por km².

## Geografía
Stover se encuentra ubicada en las coordenadas 38°26′31″N 92°59′25″O / 38.44194, -92.99028. Según la Oficina del Censo de los Estados Unidos, Stover tiene una superficie total de 2.3 km², de la cual 2.3 km² corresponden a tierra firme y (0%) 0 km² es agua.

## Demografía
Según el censo de 2010, había 1094 personas residiendo en Stover. La densidad de población era de 476,21 hab./km². De los 1094 habitantes, Stover estaba compuesto por el 96.53% blancos, el 0% eran afroamericanos, el 0.55% eran amerindios, el 0.09% eran asiáticos, el 0.18% eran isleños del Pacífico, el 1.46% eran de otras razas y el 1.19% pertenecían a dos o más razas. Del total de la población el 2.19% eran hispanos o latinos de cualquier raza.